# Cheimonophyllum stipticoides
Cheimonophyllum stipticoides är en svampart som först beskrevs av Speg., och fick sitt nu gällande namn av Rolf Singer 1973. Cheimonophyllum stipticoides ingår i släktet Cheimonophyllum och familjen Cyphellaceae.   Inga underarter finns listade i Catalogue of Life.